# 피어 마켓 (암트랙)
피어 마켓(영어: Pere Marquette)은 미국 일리노이주 시카고 유니언 역에서 미시간주 그랜드래피즈 버논 J. 앨러스 역까지 운행되는 도시철도 열차이다.

## 역사 및 현황
1946년부터 1971년까지 피어 마켓 철도와 체사피크 오하이오 철도에서 운행했던 노선으로 암트랙이 미시간주의 재정 지원과 동시에 1984년에 운행을 재개했다.

## 운행 노선

암트랙 피어 마켓 노선도 (interactive map)

## 사진

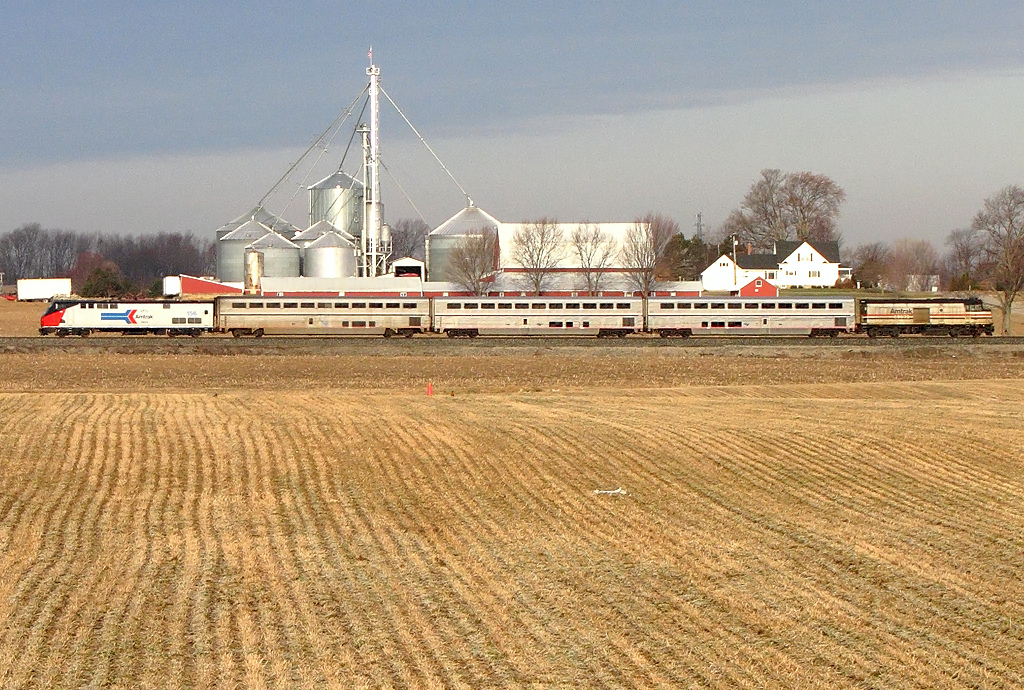
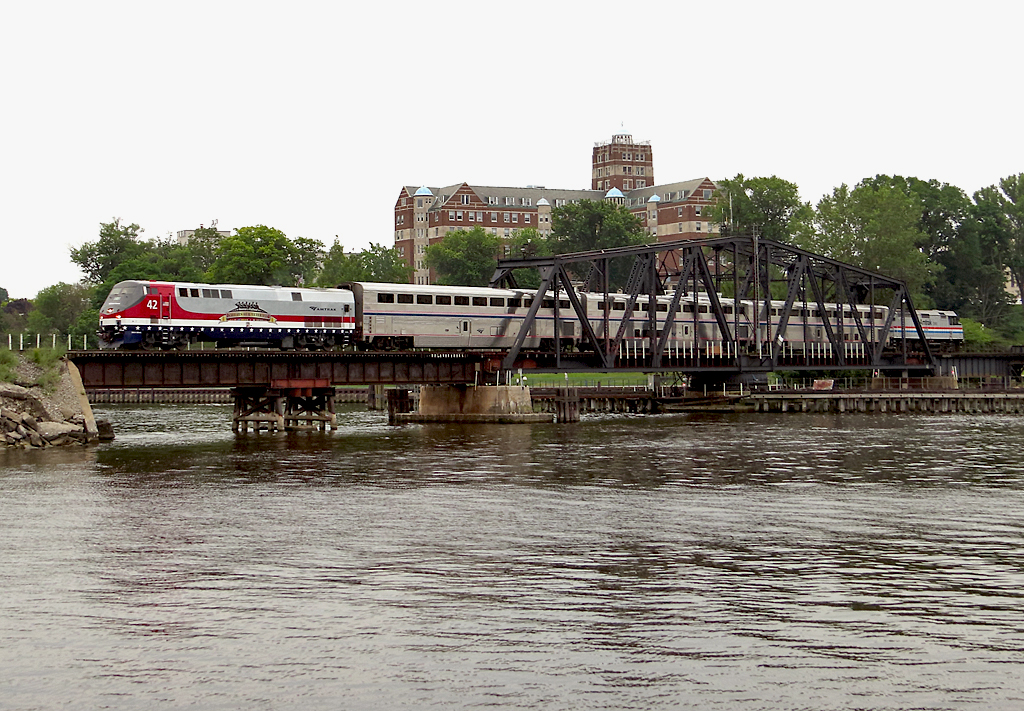
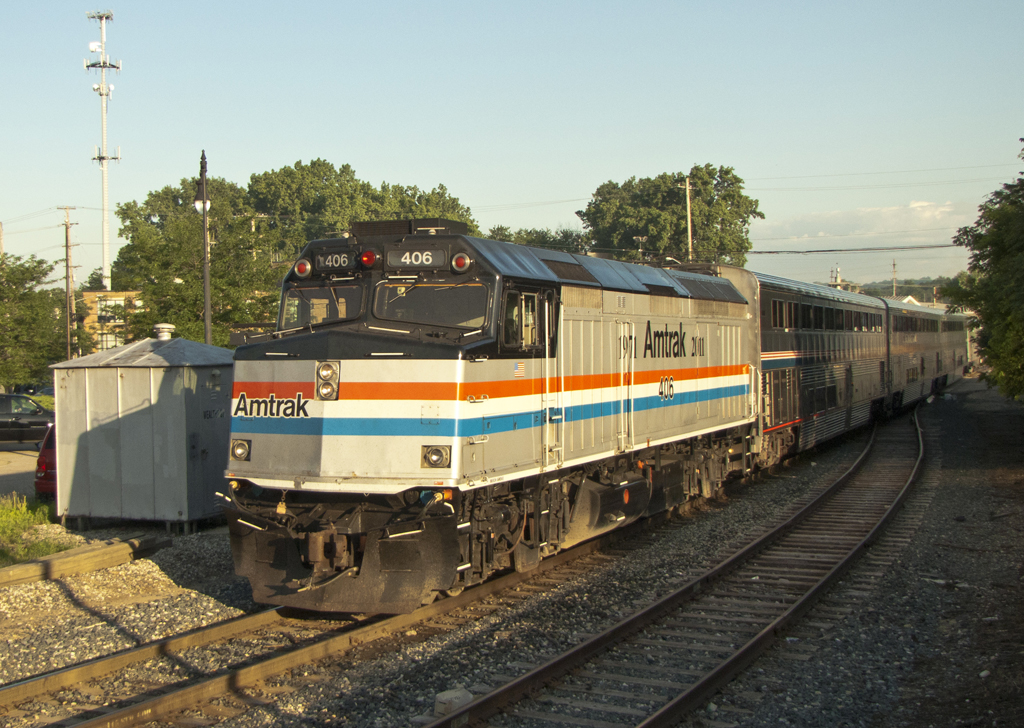